# Линнея (имя)
Линнея (швед. Linnéa, Linnea, сокращённая форма — Нея, Nea, ласкательная форма — Ненне, Nenne) — женское имя шведского происхождения. Широко распространено в странах Северной Европы, получило также некоторое распространение в других странах, в том числе в Великобритании и США.
Другие варианты написания имени — Lenae, Linea, Linna, Linnae, Linnaea, Lynae, Lynea, Lynnae, Lynnea.

## История появления имени
Слава великого шведского естествоиспытателя и медика Карла Линнея (швед. Carl Linnaeus, Carl von Linné, лат. Carolus Linnaeus, 1707—1778) во второй половине XVIII века была всемирной. В честь него называли как мальчиков (Linnaeus либо Linné), так и девочек.
Позже подобные мужские имена практически перестали встречаться, женское же имя Линнея стало в большей степени ассоциироваться с линнеей-растением — широко распространённым в Северном полушарии вечнозелёным стелющимся кустарничком с колокольчатыми светлыми цветками. Это растение, линнея северная (Linnaea borealis) из семейства Жимолостные (Caprifoliaceae), относится к роду Линнея (Linnaea), названному в честь Карла Линнея. Известным ботаником Евгением Бобровым линнея северная была названа «изящнейшим кустарничком евразийских северных лесов». Это растение было персональной эмблемой Карла Линнея, почти на всех портретах он изображён держащим цветущую линнею в руке; после получения дворянства на гербе нового дворянского рода Линнеев также была изображена линнея-растение — она оплетала геральдический щит. Что касается самой фамилии Карла Линнея, то она происходила от латинизированного шведского названия липы (lind).
Написание женского имени со временем упростилось: вместо изначального Linnæa или Linnaea (последнее слово осталось как международное латинское название рода растений) оно стало записываться в форме Linnea (именно в такой форме название растения записывается и в современном шведском языке).
Популяризации имени способствовал детский журнал Linnea, который выходил в Швеции с 1862 по 1876 год.

## XIX и начало XX века
В конце XIX века в Европе наблюдался существенный рост популярности женских имён, образованных от названий растений. Хотя в опубликованной в Швеции «Книге имён» (швед. Svensk namnbok) П. А. Чёллерстрёма (1895) обо всех женских «цветочных» именах, в том числе и об имени Linnea, говорится как о «случайных», возникающих «под воздействием какой-то прихоти», исследователи считают, что истинной причиной интереса к такого типа именам стал возродившийся в европейской культуре в конце XIX века романтизм (так называемый неоромантизм) с его культом одухотворённой природы (и цветов в частности), чувств и естественного в человеке. Такая мода наблюдалась и в Швеции, при этом наиболее распространёнными из «ботанических» имён были Viola, Iris, Linnea и Rosa.
Своей кульминации эта мода достигла в Швеции в начале XX века; в эти годы имя Linnea носили около пяти процентов женщин страны, а в 1900 и в 1925 годах оно было на шестом месте среди наиболее популярных имён. В тот период среди «ботанических» женских имён по своей популярности с Линнеей могла сравнить только Виола: оно было приблизительно столь же распространённым, а в 1925 году было в стране на восьмом месте в списке наиболее популярных имён.

## Современное использование имени
В издании The Complete Book of Baby Names (2009) имя Linnea названо в числе десяти наиболее популярных женских имён в Швеции. Среди новорождённых девочек в Швеции имя Линнея по популярности в 2000 году заняло 6-е место, в 2010 — 4-е, в 2014 — 9-е, в 2015 — 16-е.
В XXI веке имя Линнея стало очень популярным в Норвегии — в некоторые годы даже в большей степени, чем в Швеции. В 2008 году это имя среди новорождённых девочек в Норвегии стало первым, в 2009 — было третьим, в 2010 — вторым. Позже популярность имени немного уменьшилась, в 2015 году оно было на 14-м месте.
В Финляндии в 2016 году около 30 тысяч женщин носили имя Linnea.
В Швеции именины Линнеи отмечают 13 мая, в Финляндии — 3 августа.
В Исландии имя Linnea было внесено в национальный реестр личных имён (имя для новорождённого в Исландии можно выбрать только из этого списка) 24 июня 2016 года.